# Deropeltis carbonaria
Deropeltis carbonaria är en kackerlacksart som beskrevs av Gerstaecker 1883. Deropeltis carbonaria ingår i släktet Deropeltis och familjen storkackerlackor. Inga underarter finns listade i Catalogue of Life.